# تجمع ملحيت (الريدة)
'

تعديل مصدري - تعديل

تجمع ملحيت هي إحدى قرى عزلة الريدة وقصيعر بمديرية الريدة وقصيعر التابعة لمحافظة حضرموت، بلغ تعداد سكانها 19 نسمة حسب تعداد اليمن لعام 2004.